# محمد شفیع‌زاده
محمد شفیع‌زاده (۱۳۰۷ در بابل - ۱۳۹۳ در تهران) از اولین پزشکان متخصص مفاصل و عضلات (روماتولوژی) ایران و بنیانگذار آموزش دانشگاهی روماتولوژی در ایران بود.

## زندگی‌نامه
دکتر محمد شفیع‌زاده در سال ۱۳۰۷ در بابل متولد شد. پدرش محمد صادق شفیع‌زاده از شناخته شده‌ترین خیرین مدرسه ساز در شهر بابل و استان مازندران بود. تحصیلات خود را در دبستان بدر و دبیرستان شاپور بابل طی کرد و در سال ۱۳۲۳وارد دبیرستان دارالفنون شد. وی در اواخر دهه ۱۳۲۰ شمسی در زمره گروهی از دانشجویان ایرانی بود که برای ادامه تحصیل در رشته پزشکی به سوئیس رهسپار شدند. پزشکی عمومی خود را در دانشگاه ژنو در سوئیس، تخصص داخلی خود را در بیمارستان کانتونال و فوق تخصص خود را در رشته مفاصل و عضلات (روماتولوژی) اخذ نمود.
وی پس از پایان تحصیلات و دریافت تخصص در رشته روماتولوژی به ایران بازگشت. دکتر شفیع‌زاده در اوایل دهه ۱۳۴۰ در تهران به همراه پزشکان سرشناسی هم چون سعید بنی هاشمی، امیرخان شفیع‌زاده،  فریدون دواچی،  اسحاق اسحاقوف، رضا مقتدر،  فیروز پناهی و  فرخ سرکاری (که همگی به غیر از ایشان در فرانسه آموزش روماتولوژی دیده بودند) فعالیت تخصصی روماتولوژی در ایران را پایه‌گذاری کرد. بدین ترتیب انجمن روماتولوژی ایران در سال ۱۳۵۲ تحت نظارت سازمان نظام پزشکی ایران تأسیس گردید. این انجمن تا سال ۱۳۹۳ حدود ۱۸۰ عضو دارد که ۱۶۰ عضو آن روماتولوژیست می‌باشند.
محمد شفیع‌زاده همچنین در سال ۱۳۴۶ برای اولین بار در ایران آموزش دانشگاهی روماتولوژی را در دانشگاه ملی (دانشگاه شهید بهشتی) بنا نهاد. این استاد دانشگاه طی سالیان دراز در کنار مداوای بیماران با تدریس دروس پرشکی، تعداد زیادی از پزشکان حاذق در ایران را پرورش داد. تربیت بیش از ۵۰ فوق تخصص روماتولوژی و یک هزار دستیار تخصص داخلی تنها حاصل بخشی از خدمات دلسوزانه او بود.

## درگذشت
دکتر شفیع‌زاده در ۱۵ خرداد ماه سال ۱۳۹۳ در حالی که تا آخرین روزهای عمر به فعالیت در بیمارستان‌های آبان و لقمان حکیم تهران مشغول بود، پس از یک عمل جراحی درگذشت. پیکر این پزشک و استاد دانشگاه در آرامگاه معتمدی بابل به خاک سپرده شد.